# Барнески, Костантино Мария Аттилио
Костантино Мария Аттилио Барнески (итал. Costantino Maria Attilio Barneschi, 24 июня 1892 года, Фояно-делла-Кьяна, Италия — 21 мая 1965 года, Манзини, Свазиленд) — католический прелат, первый епископ Свазиленда с 15 марта 1939 года по 21 мая 1965 года. Член монашеского ордена сервитов.

## Биография
Родился в 1892 году в коммуне Фояно-делла-Кьяна, Италия. В 1907 году вступил в монастырь сервитов Monte Senario. В 1908 году принял первые монашеские обеты и в 1918 году — вечные обеты. Изучал богословие и философию в Папском университете Урбаниана в Риме. После начала Первой мировой войны был отправлен на фронт, где получил серьёзное ранение в правую руку, после чего был демобилизован. 18 сентября 1919 года был рукоположён в священники. В 1823 году отправился на миссию в Южную Африку. В течение 17 лет руководил католической миссии святого Иосифа недалеко от Манзини, Свазиленд. В 1932 году крестил сестру свазилендского короля Собузы II.
15 марта 1939 года римский папа Пий XII назначил его апостольским викарием Свазиленда и титулярным епископом Тагасты. 30 апреля 1939 года состоялось его рукоположение в епископы, которое совершил титулярный архиепископ Эухайты и апостольский делегат в Африке Бернард Адриаан Гийлсвийк в сослужении с титулярным епископом Тугги Генри Деллалем и титулярным епископом Фессеи Дэвидом O’Лери.
11 января 1951 года апостольский викариат Свазиленда был преобразован в епархию Бременсдорпа (позднее — епархия Манзини) и Костантино Барнески стал её первым епископом.
В 1959 году был награждён орденом Британской империи.
Участвовал в работе Второго Ватиканского Собора.